# Jean Borie
Pour les articles homonymes, voir Borie.
Jean Borie, né le 24 novembre 1756 à Saint-Bazile-de-Meyssac (département de la Corrèze), mort le 30 juin 1828 à Aarau (Suisse, canton d'Argovie), est un homme politique de la Révolution française. 

## Biographie

### Mandat à la Législative
La France devient une monarchie constitutionnelle en application de la constitution du 3 septembre 1791. Le même mois, Jean Borie est élu député du département de la Corrèze à l'Assemblée nationale législative. 

### Mandat à la Convention
La monarchie prend fin à l'issue de la journée du 10 août 1792 : les bataillons de fédérés bretons et marseillais et les insurgés des faubourgs de Paris prennent le palais des Tuileries. Louis XVI est suspendu et incarcéré, avec sa famille, à la tour du Temple. 
En septembre 1792, Jean Borie, alors membre du directoire de la Corrèze, est réélu député du département, le deuxième sur sept, à la Convention nationale. Il ne saurait être confondu avec son collègue homonyme Étienne Cambort-Borie, député de la Dordogne. 
Il siège sur les bancs de la Montagne. Lors du procès de Louis XVI, il vote la mort et rejette l'appel au peuple et le sursis à l'exécution de la peine. Le 13 avril 1793, il est absent lors du scrutin sur la mise en accusation de Jean-Paul Marat. Le 28 mai, il vote contre le rétablissement de la Commission des Douze. 
Le 9 mars 1793, Borie est en effet envoyé en mission, aux côtés de Pardoux Bordas (député de la Haute-Vienne) dans les départements de la Corrèze et de la Haute-Vienne afin d'y accélérer la levée en masse. 
Après la chute de Robespierre, Jean Borie siège parmi les « derniers Montagnards ». Au terme de l'insurrection du 1er prairial an III (20 juin 1795), il est décrété d'arrestation aux côtés de treize autres députés. Il bénéficie de l'amnistie votée à la clôture de la Convention. 

### Exil à la Restauration
Juge de paix durant les Cent-Jours, Jean Borie est frappé par la loi du 12 janvier 1816 contre les régicides qui ont soutenu Napoléon Bonaparte. Il s'exile en Suisse et meurt à Aarau en 1828. 

## Sources
- « Jean Borie », dans Adolphe Robert et Gaston Cougny, Dictionnaire des parlementaires français, Edgar Bourloton, 1889-1891 [détail de l’édition]